# Zapasy na Letnich Igrzyskach Olimpijskich 1960 – kategoria do 87 kg w stylu klasycznym
Zmagania mężczyzn do 87 kg to jedna z ośmiu męskich konkurencji w zapasach w stylu klasycznym rozgrywanych podczas Letnich Igrzysk Olimpijskich 1960. Pojedynki w tej kategorii wagowej odbyły się w dniach 26 – 31 sierpnia.
Punktacja opierała się na systemie "złych punktów karnych". Zwycięzca otrzymywał zero punktów za wygraną przez "tusz" (łopatki), a jeden punkt za wygraną na punkty. Dwa punkty przyznawano zawodnikom za remis. Za porażkę na punkty zawodnik otrzymywał trzy punkty, a za przegraną na łopatki przyznawano 4 punkty karne. Uzyskanie sześciu lub więcej punktów eliminowało zapaśnika z turnieju. Najlepsza trójka walczyła w rundzie finałowej. 

## Klasyfikacja[1]
| Pozycja | Nazwisko              | Kraj              |
| ------- | --------------------- | ----------------- |
| 1       | Tevfik Kış            | Turcja            |
| 2       | Krali Bimbałow        | Bułgaria          |
| 3       | Giwi Kartozia         | ZSRR              |
| 4       | Péter Piti            | Węgry             |
| 5       | Antero Vanhanen       | Finlandia         |
| 6       | José Panizo           | Hiszpania         |
| 7       | Gheorghe Popovici     | Rumunia           |
| 8       | Eugen Wiesberger Jr.  | Austria           |
| 9       | Herbert Albrecht      | Niemcy            |
| 10      | Maurice Jacquel       | Francja           |
| 11      | Włodzimierz Smoliński | Polska            |
| 12      | Kurt Rusterholz       | Szwajcaria        |
| 12      | Antonio Cerroni       | Włochy            |
| 12      | Howard George         | Stany Zjednoczone |
| 15      | Shunta Ishikura       | Japonia           |
| 16      | Rune Jansson          | Szwecja           |
| 17      | Julio Graffigna       | Argentyna         |

## Wyniki

### Pierwsza runda[2]
| Zwycięzca            | Punkty karne | Wynik     | Przegrany             | Punkty karne |
| -------------------- | ------------ | --------- | --------------------- | ------------ |
| Giwi Kartozia        | 1            | Na punkty | Howard George         | 3            |
| Herbert Albrecht     | 1            | Na punkty | Rune Jansson          | 3            |
| Gheorghe Popovici    | 0            | Łopatki   | Shunta Ishikura       | 4            |
| Eugen Wiesberger Jr. | 1            | Na punkty | Maurice Jacquel       | 3            |
| Krali Bimbałow       | 1            | Na punkty | Włodzimierz Smoliński | 3            |
| Tevfik Kış           | 1            | Na punkty | Kurt Rusterholz       | 3            |
| Péter Piti           | 1            | Na punkty | Antonio Cerroni       | 3            |
| José Panizo          | 0            | Łopatki   | Julio Graffigna       | 4            |
| Antero Vanhanen      | 0            | Bez walki |                       |              |

### Druga runda[3]
| Zwycięzca             | Punkty karne | Wynik       | Przegrany         | Punkty karne |
| --------------------- | ------------ | ----------- | ----------------- | ------------ |
| Giwi Kartozia         | 2            | Na punkty   | Antero Vanhanen   | 3            |
| Herbert Albrecht      | 2            | Na punkty   | Howard George     | 6            |
| Eugen Wiesberger Jr.  | 2            | Na punkty   | Shunta Ishikura   | 7            |
| Maurice Jacquel       | 3            | Łopatki     | Gheorghe Popovici | 4            |
| Tevfik Kış            | 3            | Remis       | Krali Bimbałow    | 3            |
| Włodzimierz Smoliński | 4            | Na punkty   | Antonio Cerroni   | 6            |
| Péter Piti            | 2            | Na punkty   | Kurt Rusterholz   | 6            |
| José Panizo           | 0            | Bez walki   |                   |              |
|                       |              | Wycofał się | Rune Jansson      | 8            |
|                       |              | Wycofał się | Julio Graffigna   | 8            |

### Trzecia runda[4]
| Zwycięzca         | Punkty karne | Wynik     | Przegrany             | Punkty karne |
| ----------------- | ------------ | --------- | --------------------- | ------------ |
| Antero Vanhanen   | 4            | Na punkty | José Panizo           | 3            |
| Giwi Kartozia     | 3            | Na punkty | Herbert Albrecht      | 5            |
| Gheorghe Popovici | 5            | Na punkty | Eugen Wiesberger Jr.  | 5            |
| Krali Bimbałow    | 4            | Na punkty | Maurice Jacquel       | 6            |
| Tevfik Kış        | 4            | Na punkty | Włodzimierz Smoliński | 7            |
| Péter Piti        | 2            | Bez walki |                       |              |

### Czwarta runda[5]
| Zwycięzca       | Punkty karne | Wynik     | Przegrany            | Punkty karne |
| --------------- | ------------ | --------- | -------------------- | ------------ |
| Péter Piti      | 2            | Łopatki   | José Panizo          | 7            |
| Antero Vanhanen | 4            | Łopatki   | Herbert Albrecht     | 9            |
| Giwi Kartozia   | 4            | Na punkty | Gheorghe Popovici    | 8            |
| Krali Bimbałow  | 5            | Na punkty | Eugen Wiesberger Jr. | 8            |
| Tevfik Kış      | 4            | Bez walki |                      |              |

### Piąta runda[6]
| Zwycięzca      | Punkty karne | Wynik     | Przegrany       | Punkty karne |
| -------------- | ------------ | --------- | --------------- | ------------ |
| Tevfik Kış     | 5            | Na punkty | Antero Vanhanen | 7            |
| Giwi Kartozia  | 5            | Na punkty | Péter Piti      | 5            |
| Krali Bimbałow | 5            | Bez walki |                 |              |

### Szósta runda[7]
| Zwycięzca      | Punkty karne | Wynik     | Przegrany     | Punkty karne |
| -------------- | ------------ | --------- | ------------- | ------------ |
| Krali Bimbałow | 6            | Na punkty | Péter Piti    | 8            |
| Tevfik Kış     | 6            | Na punkty | Giwi Kartozia | 8            |